# Wołanie na Mlecznej Drodze
Wołanie na Mlecznej Drodze – wydana w 1976 przez „Naszą Księgarnię” z inicjatywy „Młodego Technika” antologia polskich opowiadań fantastycznonaukowych. Składa się z utworów nadesłanych na konkurs ogłoszony w 1973 przez czasopismo. Niektóre zostały wcześniej opublikowane na jego łamach. Wyboru dokonał Zbigniew Przyrowski, redaktor naczelny miesięcznika.

## Krytyka
Według Antoniego Smuszkiewicza, analogia ta „rejestruje 'zapasy narodowej wyobraźni' lat siedemdziesiątych”, i jako wynik konkursu (a nie decyzji jednej osoby – redaktora) reprezentuje najlepsze utwory swego czasu. Jej odpowiednikiem dla poprzedniej dekady była antologia Posłanie z piątej planety, a w latach osiemdziesiątych, antologia Trzecia brama. Porównując tę antologię do Posłania..., Smuszkiewicz uznaje ją za bardziej nowatorską i reprezentującą wyższy poziom artystyczny od poprzedniej antologii, która reprezentowała wczesną i dość klasyczną wizję fantastyki. Tematyka Wołania... jest „podobna” ale równocześnie „pogłębiona... przedstawiona inaczej”. Podejście autorów jest poważniejsze, lub celowo żartobliwe i groteskowe. Jak pisze Smuszkiewicz: „więcej tu zadumy, znaków zapytania, niż bezkrytycznego optymizmu”.
Maciej Parowski pisze, że tom „pokazywał młodą fantastykę zaaferowaną problemami powstałymi już na Ziemi w wyniku rozkwitu nauki i techniki”. Mówi także, że „Jest tam już zapowiedź zmiany poetyki, otrząśnięcia się z problemów techniki i skoncentrowanie się na człowieku. (...) w owym tomie wiele jeszcze było czystej spekulacji. Kontrpropozycja brała się z inwersji tego, co robili poprzednicy, a nie z autentycznego przeżycia rzeczywistości”. A Ryszard Handke dodaje, że „człowiek, o którym pisano nie był jeszcze nasycony prawdziwymi dramatami”.
Zdaniem Roberta Klementowskiego autorzy opowiadań „mają krytyczny stosunek do konwencji, starych schematów, są nieufni wobec techniki, kontestują optymistyczne wizje świata. Jeżeli stosują konwencję s-f, to często ma ona wymiar groteskowy, humorystyczny, a motywacja naukowa ulega wyraźnemu rozluźnieniu”.

## Spis utworów
- Zbigniew Dworak – Dziwny, spadający kamień
- Andrzej Matoszek – Vindicta
- Henryk W. Gajewski – Metoda Mortona
- Janusz A. Zajdel – Raport z piwnicy
- Andrzej Grajek, Wojciech Streich – Maks
- Karol Gołębiowski – Grzechotka
- Maciej Parowski – Poczucie pełni
- Wiktor Żwikiewicz – Wołanie na Mlecznej Drodze
- Zbigniew Żak – Powrót
- Zbigniew Prostak – Ręka
- Krzysztof W. Malinowski – Wizja II
- Jacek Szypulski – Na przykład gopsofix
- Andrzej Mercik – Termity
- Michał Fotyma – Odmieniec
- Sławomir Swerpel – Jeden z ostatnich
- Andrzej Stoff – Kiedy gwiazda umiera
- Andrzej Czechowski – Ambasadorowie